# Sacha (mini-série)
Pour les articles homonymes, voir Sacha.
Sacha est une mini-série suisse réalisée par Léa Fazer, produite par Rita Productions et diffusée sur les chaîne de télévision RTS, Arte et SRG SSR depuis le 11 novembre 2021.

## Synopsis
En détention provisoire pour tentative d'homicide, une magistrate du tribunal de Genève affronte les démons de son passé.

## Distribution
La distribution des rôles est la suivante, :
- Sophie Broustal : Anne Dupraz
- Michel Voïta : Saretti/Teissier
- Isabelle Caillat : Carla Meier
- Estelle Bridet : Elsa Dupraz
- Aurora Paunescu : Mila Rùsù
- Sarah Calcine : Elodie Savin
- Christian Gregori : Daniel Dupraz
- Nicola Pérot : Vova Estrada
- Anne Lowcay : Brigitte Teissier
- Thibaut Evrard : Thomas Hoffman
- Karine Guignard : Jasna Shaqiri
- Thierry Jorand : Ramy Widmer
- Vanille Lehmann : Anne-Sacha
- Roland Vouilloz : Patrick Savin
- Leon David Salazar : Philippe (Flashback)
- Céline Bolomey : Joelle Baupin
- Dorin Dragos : Constantin
- Stéphanie Schneider : Camille

## Production

### Tournage
Le tournage a lieu entre le 7 septembre et le 20 novembre 2020, en Suisse romande, majoritairement dans la ville de Genève.

### Fiche technique
- Réalisation : Léa Fazer
- Production : Pauline Gygax, Max Karli
- Coproduction : Françoise Mayor, Izabela Rieben
- Scénario : Léa Fazer, Nicole Castioni, Flavien Rochette, Mathilde Henzelin d'après l'autobiographie de Nicole Castioni, Le soleil au bout de la nuit
- Image : Quentin De Lamarzelle
- Son : Jürg Lempen
- Musique : Nicolas Rabaeus
- Décors : Marie-Hélène Sulmoni
- Costumes : Laura Pennisi
- Maquillage : Laurence Rieux
- Coiffure : Laura Pellicciotta
- Montage : Nadège Kintzinger, Jean-François Elie
- Mixage son : Denis Séchaud
- Sociétés de coproduction : Rita Productions, Radio Télévision Suisse, ARTE G.E.I.E., SRG SSR
- Production exécutive France : Norte Productions[5]